# Vladislav Grădinari
Vladislav Grădinari  (ur.  15 października 2008) — mołdawski snookerzysta. 
W 2024 roku został mistrzem Europy w kategorii do lat 16. Jest najmłodszym snookerzystą, który wygrał transmitowany w telewizji mecz w turnieju rankingowym, czego dokonał w wieku 14 lat.
Zaczął grać w snookera w wieku siedmiu lat. Później przeniósł się do Anglii, do Leeds, aby się doskonalić. Pierwszym poważnym osiągnięciem w jego karierze było zwycięstwo nad mistrzynią świata kobiet Ng On Yee w pierwszej rundzie profesjonalnego Shoot Out w styczniu 2023, kiedy to został najmłodszym zwycięzcą meczu w World Snooker Tour. Na tym samym turnieju w drugiej rundzie pokonał także Brazylijczyka Victora Sarkisa, ale w trzeciej rundzie przegrał z Anglikiem Tomem Fordem.
W marcu 2024 roku został mistrzem Europy do lat 16 na turnieju organizowanym w Bośni i Hercegowinie, wygrywając sześć meczów. Również w 2024 roku zadebiutował na Mistrzostwach Świata, ale w pierwszej rundzie eliminacji został pokonany przez Allana Taylora wynikiem 10–6.

## Życie prywatne
Urodził się w Mołdawii, lecz w 2021 przeprowadził się z rodzicami do Leeds, by doskonalić swoją grę. Trenuje w Northern Snooker Centre. Jego matką jest Natalia Grădinari, która jest sędzią snookerowym.